# 신사임당초충도병
신사임당초충도병(申師任堂草蟲圖屛)은 대한민국 강원특별자치도 강릉시 죽헌동에 있는 조선시대 신사임당이 채색하여 그린 8폭의 병풍그림이다. 1971년 12월 16일 강원특별자치도의 유형문화재 제11호로 지정되었다.

## 개요
신사임당이 채색하여 그린 8폭의 병풍그림으로, 각 폭마다 각기 다른 풀과 벌레를 그려 놓아 ‘초충도’라고 부르고 있다.
병풍은 율곡 이이 선생을 모시는 송담서원에 있었는데, 순조 4년(1804) 강릉에 산불이 나면서 이 서원까지 불이 번지게 되어 분실되었다. 후에 강릉의 민가에 보관되어 오던 것을 후손인 이장희가 입수하여 율곡 기념관이 건립되자 1965년 기념관에 기증한 것이다.
그림은 자연의 풀과 벌레를 소재로 하여 각 폭마다 꽃과 관련된 풀벌레를 중점으로 그렸으며, 그 종류가 20여 가지나 된다. 오이나 가지는 풍요한 느낌을 갖게 하고, 벌레나 잠자리 등은 사실적으로 묘사하여 생동감을 가져다 주며, 풀꽃들에 날아드는 나비나 벌의 표현도 재미있다.

## 같이 보기
- 신사임당

## 참고 문헌
- 신사임당초충도병 - 국가유산청 국가유산포털